# Nista

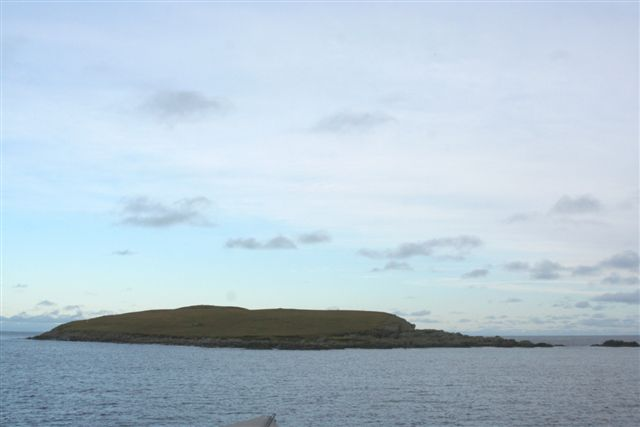
Blick auf Nista

Nista ist eine kleine Insel, die im Osten der, zu Schottland zählenden Shetlands liegt.

## Geographie
Nista gehört zu einer Gruppe von unbewohnten Inseln, die vor der östlichen Küste der Insel Whalsay in der Nordsee liegen. Dort bildet es die nordöstliche von drei Inseln, die eine kleine Reihe bilden. Die südwestliche ist Isbister Holm, die mittlere Mooa. Hinzu kommen die Nacka Skerry, eine Gruppe von Felsen. Die an der Küste von Whalsay gelegene Landzunge Skaw Taing liegt im Norden und ist 2 Kilometer entfernt.

## Historisches
Im Rahmen der historischen Gliederung Schottlands in Civil Parishes zählt Nista zu Nesting.